# Dod Ballapur
Dod Ballapur é uma cidade e uma city municipal council no distrito de Bangalore Rural, no estado indiano de Karnataka.

## Demografia
Segundo o censo de 2001, Dod Ballapur tinha uma população de 71 509 habitantes. Os indivíduos do sexo masculino constituem 52% da população e os do sexo feminino 48%. Dod Ballapur tem uma taxa de literacia de 68%, superior à média nacional de 59,5%: a literacia no sexo masculino é de 73% e no sexo feminino é de 62%. Em Dod Ballapur, 12% da população está abaixo dos 6 anos de idade.